# Політичний блогер
Політичний бло́гер — власник, дописувач політичного блогу. Коли блог має певна політична компанія чи партія, такий тип блогів називається корпоративним.
Замість відомих осіб та політичних лідерів їх блоги можуть вести спеціально наймані політичні блогери, гострайтери.
На думку А. Соловйової, у сучасному розумінні — це окрема категорія ЗМІ, якому часто властива швидка реакція та відносно незаангажована оцінка. 
Політичний блогер здатен формувати громадську думку, політичний блог є засобом висловлення громадської позиції.
Часто політичні блогери ведуть блоги, аби популяризувати певну політичну силу чи ідею, бо блог може стати ефективним інструментом для політичного маркетингу.
Політичних блогерів можуть переслідувати за їх погляди, оскільки блоги набагато важче контролювати, ніж зареєстровані друковані та онлайн-медіа. Тому недемократичні режими часто вдаються до репресій щодо блогерів, які критикують чинну владу. Наприклад, на Кубі, за даними «Репортерів без кордонів», ув'язненно 20 блогерів, у Китаї — 24. 
З 2014 року в росії діє так званий «закон про блогерів» — поправки до закону «Про інформацію» та інші законодавчі акти «з метою впорядкування обміну інформацією з використанням інформаційно-телекомунікаційних мереж». Блогери, чиї сторінки відвідують понад 3 тисячі користувачів на добу, мають реєструвати свій ресурс у спецреєстрі Роскомнагляду; від них вимагають повідомляти свої контактні дані і виконувати практично всі основні вимоги, що стосуються ЗМІ.